# Hrvatski nogometni kup 1999./2000.
Hrvatski nogometni kup 1999./00. bio je deveti Hrvatski nogometni kup. Naslov je branio Osijek, a kup je osvojio Hajduk Split.

## Pretkolo, 4. – 15. kolovoza
| Br. | Domaći sastav         | Rezultat         | Gostujući sastav        |
| --- | --------------------- | ---------------- | ----------------------- |
| 1   | RNK Split             | 3:2              | TŠK Topolovac           |
| 2   | Koprivnica            | 3:1              | Valpovka – Satnica      |
| 3   | Pomorac Kostrena      | 1:1 (pr) (3:4 p) | Marsonia                |
| 4   | Čazmatrans            | 7:0              | Podravac Virje          |
| 5   | Mosor                 | 2:0              | Čakovec                 |
| 6   | Špansko               | 4:1              | Olimpija Osijek         |
| 7   | Duga Resa             | 0:1 (pr)         | Omladinac Novo Selo Rok |
| 8   | Zagorec Krapina       | 4:1              | Dinara Knin             |
| 9   | Pazinka               | 1:2              | Neretva                 |
| 10  | Amater Slavonski Brod | 1:4              | Vukovar '91             |
| 11  | Moslavac Popovača     | 2:1              | Dubrava                 |
| 12  | BSK Buk               | 5:0              | Hajduk Hercegovac       |
| 13  | Mladost 127           | 0:1              | Uljanik Pula            |
| 14  | Pakoštane             | 2:4              | Nehaj Senj              |
| 15  | Sloboda Varaždin      | 3:0              | PIK Vrbovec             |
| 16  | Ivančica Ivanec       | 0:2              | Radnik Velika Gorica    |

## Šesnaestina završnice, 21. – 22. rujna
| Br. | Domaći sastav           | Rezultat         | Gostujući sastav     |
| --- | ----------------------- | ---------------- | -------------------- |
| 1   | Bjelovar                | 2:1 (pr)         | Dubrovnik            |
| 2   | Neretva                 | 2:1              | Inker Zaprešić       |
| 3   | Moslavac Popovača       | 0:8              | Hajduk Split         |
| 4   | Koprivnica              | 1:2 (pr)         | Varteks              |
| 5   | Uljanik Pula            | 0:2              | NK Zagreb            |
| 6   | Čazmatrans              | 1:2              | Cibalia              |
| 7   | Vukovar '91             | 0:1              | Slaven Belupo        |
| 8   | Nehaj Senj              | 2:2 (pr) (3:2 p) | Zadarkomerc          |
| 9   | Radnik Velika Gorica    | 1:2              | Rijeka               |
| 10  | Mosor                   | 0:0 (pr) (6:5 p) | Segesta              |
| 11  | Sloboda Varaždin        | 1:2              | Hrvatski dragovoljac |
| 12  | BSK Buk                 | 0:10             | Croatia Zagreb       |
| 13  | Zagorec Krapina         | 3:1              | Belišće              |
| 14  | Špansko                 | 1:2              | Šibenik              |
| 15  | RNK Split               | 0:4              | Marsonia             |
| 16  | Omladinac Novo Selo Rok | 2:3              | Osijek               |

## Osmina završnice, 26. – 27. listopada
| Br. | Domaći sastav   | Rezultat | Gostujući sastav     |
| --- | --------------- | -------- | -------------------- |
| 1   | Cibalia         | 2:1 (pr) | Hrvatski dragovoljac |
| 2   | Nehaj Senj      | 0:1 (pr) | Rijeka               |
| 3   | Neretva         | 0:6      | NK Zagreb            |
| 4   | Hajduk Split    | 3:1      | Šibenik              |
| 5   | Bjelovar        | 1:3      | Osijek               |
| 6   | Zagorec Krapina | 0:1      | Varteks              |
| 7   | Mosor           | 0:2      | Slaven Belupo        |
| 8   | Croatia Zagreb  | 4:0      | Masonia              |

## Četvrtzavršnica, 14. ožujka (21. ožujka)
| Prva momčad   | Rez. | Druga momčad  | 1. ut. | 2. ut. |
| ------------- | ---- | ------------- | ------ | ------ |
| Rijeka        | 3:4  | Dinamo Zagreb | 1:2    | 2:2    |
| Slaven Belupo | 1:2  | Hajduk Split  | 0:0    | 1:2    |
| Cibalia       | 2:1  | Osijek        | 2:1    | 0:0    |
| Varteks       | 2:3  | NK Zagreb     | 2:1    | 0:2    |

## Poluzavršnica, 4. travnja (18. travnja)
| Prva momčad  | Rez. | Druga momčad  | 1. ut. | 2. ut. |
| ------------ | ---- | ------------- | ------ | ------ |
| Cibalia      | 1:6  | Dinamo Zagreb | 0:3    | 1:3    |
| Hajduk Split | 4:3  | NK Zagreb     | 2:1    | 2:2    |

## Završnica

### Prva utakmica
| 2. svibnja 2000.      |     |               |                                  |
| Hajduk Split          | 2:0 | Dinamo Zagreb | Gradski stadion u Poljudu, Split |
| Vučko 38' (pen.), 53' |     |               | Gradski stadion u Poljudu, Split |

### Druga utakmica
| 16. svibnja 2000. |     |              |                          |
| Dinamo Zagreb     | 1:0 | Hajduk Split | Stadion Maksimir, Zagreb |
| Cvitanović 90'    |     |              | Stadion Maksimir, Zagreb |

Hajduk Split je pobijedio sa 2:1.

## Zanimljivosti
- Croatia Zagreb je tijekom zimske stanke promijenila ime te kasnije nastupala kao Dinamo Zagreb

## Poveznice
- 1. HNL 1999./2000.
- 2. HNL 1999./2000.
- 3. HNL 1999./2000.
- 4. rang HNL-a 1999./2000.
- 5. rang HNL-a 1999./2000.
- 6. rang HNL-a 1999./2000.
- 7. rang HNL-a 1999./2000.